# چهارضلعی
چهارضلعی یا چهارگوش به شکل مسطحی گفته می‌شود که از اتصال چهار نقطهٔ غیر هم‌خط در صفحه به وجود می‌آید. چهارضلعی، دارای چهار ضلع و چهار زاویه است و مجموع زوایای داخلی آن، ۳۶۰ درجه است.

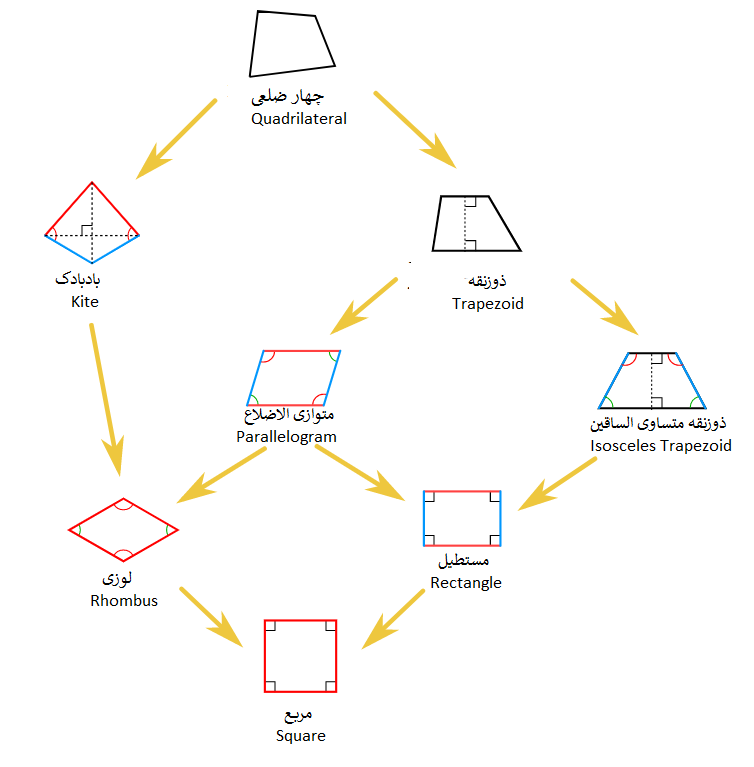
درخت چهارضلعی‌های ساده

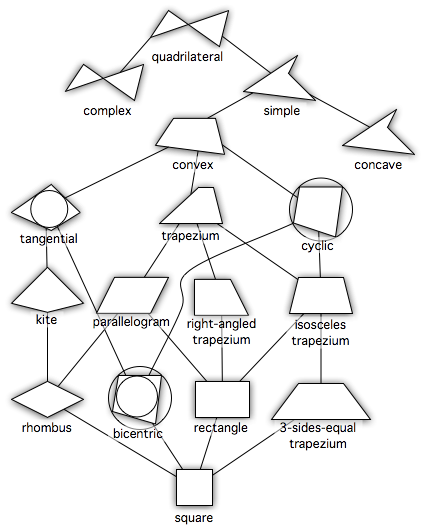
طبقه‌بندی انواع چهارضلعی‌ها

چهارضلعی‌ها برحسب زوایای داخلی، سادگی و پیچیدگی، توازی اضلاع و مواردی دیگر به گروه‌های مختلفی تقسیم می‌شوند. مربع، مستطیل، لوزی، ذوزنقه و متوازی‌الأضلاع همگی انواعی از چهارضلعی‌های ساده و محدب (کوژ) هستند.

## گونه‌ها
- چهارضلعی کامل؛ سطحی است که از محل تلاقی چهار خط و امتداد آن‌ها حاصل شود. مانند شکل FEDCBA. شش نقطه تقاطع این چهار خط را راس‌های چهارضلعی و هر دو راس غیر واقع بر یک ضلع را دو راس متقابل می‌نامند. قطر چهارضلعی خطی است که راسهای متقابل را بهم وصل کند؛ بنابراین هر چهارضلعی کامل دارای دو قطر است. در هر چهارضلعی کاملاً میانه‌های قطرها در یک راستا هستنند. (قضیه گوس). در هر چهارضلعی کامل هر قطر به وسیله دو قطر دیگر به نسبت توافقی تقسیم می‌شود. (قضیه پاپوس)
- چهارضلعی محاطی؛ اگر چهار راس یک چهار ضلعی روی یک دایره واقع شوند این چهارضلعی را محاطی گویند. شرط لازم و کافی برای اینکه یک چهارضلعی، محاطی باشد این است که اولاً دو زاویه روبروی آن مکمل هم باشند. ثانیاً برعکس اگر در یک چهار ضلعی دو زاویه روبرو مکمل هم باشند آن چهارضلعی، محاطی است. در یک چهارضلعی محاطی، حاصل ضرب قطرهای مساوی است با مجموع حاصل ضرب‌های اضلاع مقابل؛ یعنی اگر اضلاع چهارضلعی محاطی، به ترتیب BA و CB و CD و DA و اقطار آن DB و CA باشد همواره بین آنها رابطه زیر برقرار است (قضیه بطلمیوس):

CA.DB = CB.DA + CD.BA
- چهارضلعی منتظم؛ چهارضلعی منتظم همان مربع است.

## مساحت چهارضلعی
اگر بخواهیم سطح یک چهارضلعی را محاسبه کنیم قطرهای آن را رسم می‌کنیم. چهارضلعی به دو مثلث تجزیه می‌شود. حال سطح این دو مثلث را محاسبه می‌کنیم ثابت کرده‌اند که اگر "d" "'d» طولهای دو قطر و a زاویه بینشان باشد سطح چهارضلعی مساوی است با: a nis' dd ۱۲ و نیز مجموع مجذورات چهار ضلع یک چهارضلعی مساوی است با: مجموع مجذورات اقطار و در ضمن چهار برابر مجذور خطی است که نقاط اوساط قطرها را وصل کند.